# Behinderungsmissbrauch
Unter Behinderungsmissbrauch versteht man im Kartellrecht neben dem Ausbeutungsmissbrauch und dem Strukturmissbrauch ein Verhalten zur Ausnutzung einer marktbeherrschenden Stellung.
Es wird zwischen preisbezogenem und nicht-preisbezogenem Behinderungsmissbrauch unterschieden.
Der preisbezogene Behinderungsmissbrauch ist durch eine Kampfpreisstrategie (Dumping) gekennzeichnet, der nicht-preisbezogene Behinderungsmissbrauch insbesondere durch die sog. Geschäftsverweigerung nach der Essential-Facilities-Doktrin.
Der Behinderungsmissbrauch ist nach Art. 101, 102 AEUV und nach § 19 Abs. 2 Nr. 1 GWB verboten.